# خط بروفانس ألب كوت دازور فائق السرعة

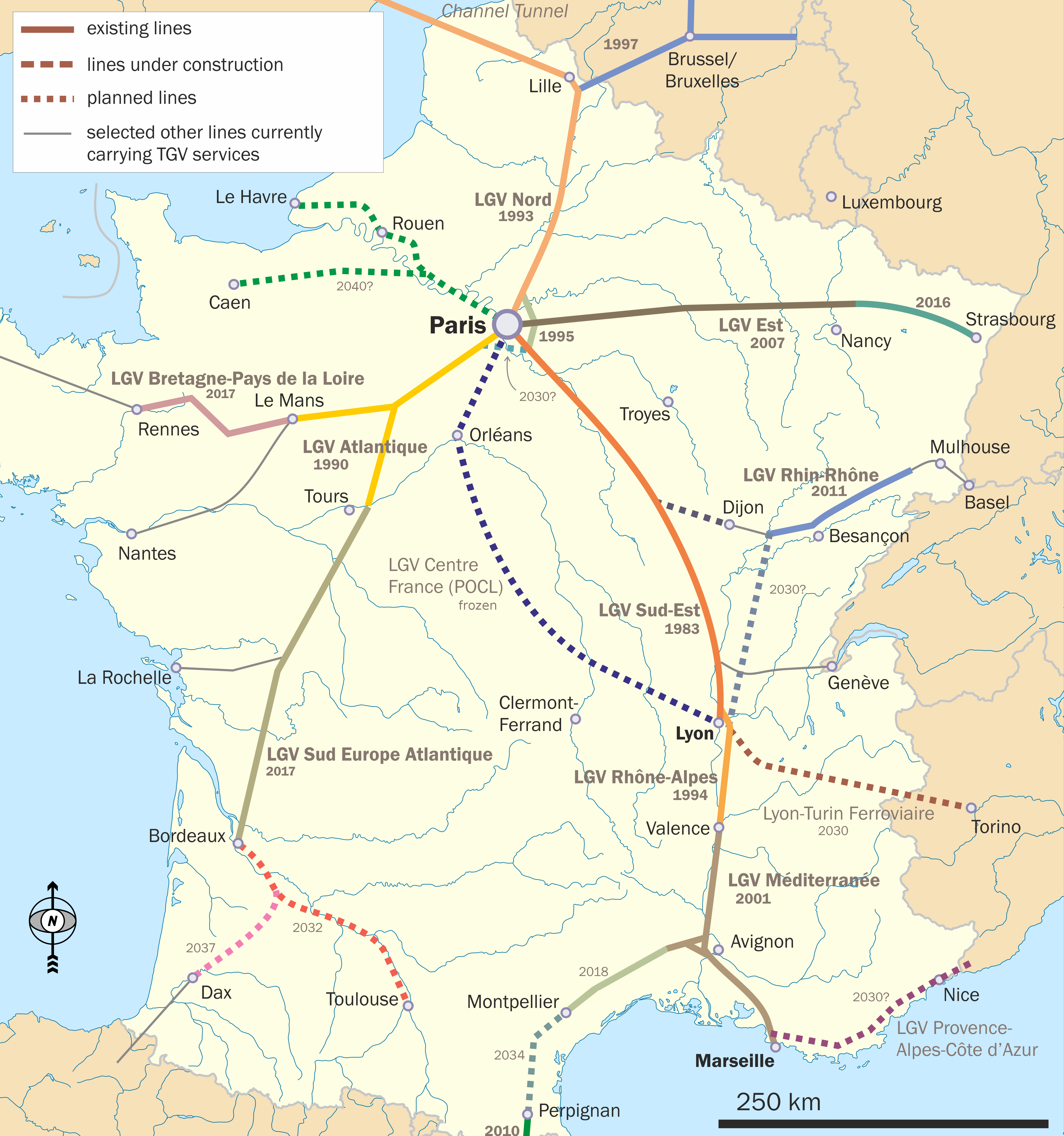
مسار الخط على خريطة فرنسا (أسفل اليمين)

خط بروفانس ألب كوت دازور فائق السرعة (بالفرنسية: LGV Provence-Alpes-Côte d'Azur)، هو مشروع سكة حديدية عالية السرعة فرنسي يهدف إلى تمديد خط المتوسط عالي السرعة الذي ينتهي في مرسيليا باتجاه الريفييرا الفرنسية. ومن شأنه أن يوفر أوقات سفر أسرع بين موناكو ونيس وكان وتولون وشمال البلاد مقارنة بخط سكة حديد مرسيليا - فينتيميليا، الذي افتُتح في القرن التاسع عشر. لم يتم تمويل المشروع في الوقت الحالي ومن المقرر أن يبدأ البناء حوالي عام 2026 على أقرب تقدير.

## الخط
تم النظر في ثلاثة خيارات رئيسية للمسار، تتعلق بشكل أساسي بالمحاذاة بين أفنيون، وآكس أون بروفانس، وتولون، ودراجينيان.
- الخيار الذي يوفر أكبر قدر من الوقت بين نيس وأفينيون يستخدم سرعة اتصال باريس - نيسلتقديم أكبر قاعدة عملاء محتملة (للتنافس مع أحد أقوى طرق الحركة الجوية الداخلية)
- الطريق في أقصى الشمال هو الأقصر بين أفينيون ونيس وقد يحتوي على محطة تخدم القطب العلمي بالقرب من كاداراش
- أطول طريق يمر عبر مرسيليا وتولون، مما يوفر أسرع وقت سفر بين مرسيليا ونيس (ساعة و10 دقائق)

سوف تتأثر الاتصالات الإضافية بين ساحل البحر الأبيض المتوسط بين برشلونة ومونبلييه ومرسيليا ونيس وجنوة والطريق الجنوبي المؤدي إلى تولوز وبوردو؛ حيث سيربط الخط الجديد مرسيليا بجنوة في 3 ساعات و15 دقيقة، وبرشلونة في 3 ساعات و35 دقيقة (بفضل خط بربينيان-برشلونة فائق السرعة).
أعلن وزير البيئة الفرنسي جان لوي بورلو عن القرار النهائي بشأن تحديد مسار المشروع وتفاصيله في 30 يونيو/حزيران 2009، حيث تم اختيار أطول مسار عبر مرسيليا وتولون ونيس.

## الجدل
كان هذا المشروع موضوع نقاش عام في الفترة ما بين 21 فبراير و8 يوليو 2005.
كان هناك معارضة محلية شديدة للمشروع، وخاصة من قبل المنظمات البيئية المختلفة. علاوة على ذلك، تسببت الاختلافات في الرأي بسبب المصالح الخاصة للأقاليم الثلاث المعنية (بوش دو رون، وفار، والألب البحرية) في حدوث احتكاكات. وقد وافق المسؤولون المنتخبون المحليون على المشروع، ووافق رؤساء اللجان العامة للأقاليم الثلاث على اقتراح طريق بديل من أجل التوفيق بين مواقفهم المختلفة.

## تقدم
أوصى مجلس توجيه البنية التحتية (وهو مجلس انعقد لدراسة مشاريع السكك الحديدية المستقبلية في فرنسا بعد تنصيب إيمانويل ماكرون) بالمضي قدمًا في خط جديد بين مرسيليا ونيس كأولوية. 

## روابط خارجية
- موقع النقاش العام (بالفرنسية)